# Chiến dịch Cottage
Chiến dịch Cottage là một chiến thuật cơ động của quân đội Hoa Kỳ nhằm hoàn thành chiến dịch quần đảo Aleutian trong cuộc chiến tranh Thái Bình Dương thời Chiến tranh thế giới thứ hai. Vào ngày 15 tháng 8 năm 1943, các lực lượng quân Đồng Minh đổ bộ lên Kiska, một hòn đảo mà quân đội Nhật Bản chiếm được từ tháng 6 năm 1942. Tuy nhiên, người Nhật đã bí mật rời bỏ đảo từ trước đó hai tuần, và như vậy cuộc đổ bộ của Đồng Minh không gặp mấy khó khăn. Mặc dù vậy, sau hơn hai ngày bị bao vây bởi sương mù dày đặc và luôn trong tình trạng tâm lý chiến căng thẳng, quân đội Hoa Kỳ và Canada đã nhầm nhau là kẻ địch. Một cuộc đọ súng ngắn đã làm thiệt mạng 32 người, cùng hơn 50 người bị thương ở cả hai bên và 130 người khác bị loét da chân. Tính toàn bộ chiến dịch, quân Đồng Minh có hơn 300 lính thương vong, do thủy lôi quân Nhật để lại, tai nạn bắn nhầm đồng đội và địa hình khó khăn.

## Bối cảnh
Quân đội Nhật Bản dưới sự chỉ huy của Hạm trưởng Ono Takeji đổ bộ lên đảo Kiska vào khoảng 1 giờ sáng ngày 7 tháng 6 năm 1942, với một lực lượng gồm 500 lính hải quân Nhật. Ngay sau khi đặt chân lên đảo, họ xông vào một trạm dự báo thời tiết của người Mỹ. Tại đây họ giết chết hai người và bắt sống tám viên chức Hải quân Hoa Kỳ. Tám người này bị áp giải đến Nhật Bản làm tù binh chiến tranh. Khoảng 2.000 lính Nhật khác đổ bộ lên đảo sau đó từ cảng Kiska. Lúc này người chỉ huy các lực lượng trên đảo là Chuẩn Đô đốc Akiyama Monzo. Tháng 12 năm 1942, một đơn vị phòng không bổ sung, các kỹ sư và một lượng binh lực đáng kể được tăng cường lên đảo. Đến mùa xuân năm 1943, quyền quản lý đảo được chuyển cho Higuchi Kiichiro.

## Kế hoạch tái chiếm và quá trình

Quần Đồng Minh tái chiếm đảo Kiska, ngày 17 tháng 8 năm 1943

Một chiến đấu cơ Consolidated B-24 Liberator đã quan sát thấy các tàu Nhật neo tại Kiska, ngoài ra không thể xác định thêm bất cứ điều gì khác. Sau những tổn thất nặng nề trên đảo Attu, những chiến lược gia đã trù tính sẵn về một chiến dịch phải trả giá đắt. Tuy nhiên, những nhà hoạch định chiến thuật phía Nhật Bản sớm nhận ra hòn đảo bị cô lập đã không còn bảo vệ được nữa, và lên kế hoạch cho một cuộc triệt thoái.
Người Nhật đã có những dấu hiệu về sự rút lùi của mình, dù nhỏ. Súng phòng không từng khai hỏa trong các cuộc oanh kích Kiska đều không có bất kỳ phản ứng nào khi những máy bay Đồng Minh lướt ngang qua trong những ngày trước cuộc tái chiếm.
Vào ngày 15 tháng 8 năm 1943, sư đoàn 7 Bộ binh Mỹ và Lữ đoàn 13 Bộ binh Canada đã đổ bộ lên bờ bên kia của đảo Kiska. Cả người Mỹ và người Canada đều nhầm nhau là quân Nhật và, như hậu quả của một vụ nổ súng nhầm, 28 lính Mỹ và 4 lính Canada bỏ mạng, cùng nhiều người khác bị thương ở cả hai phía. Một quả thủy lôi do người Nhật gài sẵn đã phát nổ và làm hư hỏng một phần lớn đuôi của chiếc tàu khu trục USS Abner Read (DD-526). Vụ nổ đã giết chết 71 người và làm bị thương 47 người. 191 quân nhân khác mất tích sau hai ngày trên đảo và nhiều khả năng cũng tử vong vì bắn nhầm nhau, bẫy treo hoặc do môi trường. Bốn người lính chết do giẫm phải mìn hay các loại bẫy khác.